# Landsbyskandalen
Landsbyskandalen er en amerikansk stumfilm fra 1915 af Fatty Arbuckle.

## Medvirkende
- Roscoe 'Fatty' Arbuckle som Eddie.
- Raymond Hitchcock.
- Flora Zabelle.
- Al St. John.